# Laëtitia Le Corguillé
Laëtitia Le Corguillé, född den 29 juli 1986 i Saint-Brieuc, Frankrike, är en fransk tävlingscyklist som tog silver i BMX vid olympiska sommarspelen 2008 i Peking. 